# Résultats des consultations et référendums locaux en France
Cette page présente la liste des consultations et référendums locaux français. Cette liste n'est pas exhaustive, en particulier sur les consultations relatives aux fusions de communes.

## Définition
Le référendum local en france est organisé par les articles L.O.1112-1 et suivants du code général des collectivités territoriales. Il est décidé par l’assemblée délibérante d'une collectivité territoriale afin de soumettre aux électeurs de la collectivité une question relevant de ses compétences, à l'exception des projets d'acte individuel.
L'assemblée délibérante de la collectivité peut également décider de consulter les électeurs sur un projet de décision qui sera prise, après cette consultation, par l'assemblée délibérante et relavent de ses compétences, conformément aux dispositions des articles L.O.1112-15 et suivants du même code.
Certaines consultations se sont écartées des dispositions légales, notamment en ouvrant la consultation à des personnes étrangères.

## Échelon départemental ou régional
| Date               | Motif et circonstances                                                        | Résultat    | Procédure                                             |
| ------------------ | ----------------------------------------------------------------------------- | ----------- | ----------------------------------------------------- |
| octobre 1877       | Rattachement de Saint-Barthélémy                                              | Oui (99,71) |                                                       |
| 1er septembre 1940 | Référendum sur la France Libre en Polynésie française                         | Oui (99%)   |                                                       |
| 25 décembre 1941   | Référendum sur la France Libre à Saint-Pierre-et-Miquelon                     | Oui (98,2)  |                                                       |
| 27 décembre 1959   | Création du territoire d'outre-mer de Wallis et Futuna                        | Oui (94,37) |                                                       |
| 19 mars 1967       | Création du territoire français des Afars et des Issas (en)                   | Oui (57,08) |                                                       |
| 22 décembre 1974   | Indépendances des Comores                                                     | Oui         | Loi du 23 novembre 1974,                              |
| 8 février 1976     | Référendum sur le maintien de Mayotte en France                               | Oui (99,4)  | Article 53 de la Constitution,                        |
| 8 mai 1977         | Indépendance du territoire français des Afars et des Issas, devenant Djibouti | Oui (67,96) |                                                       |
| 6 novembre 1988    | Autodétermination en Nouvelle-Calédonie                                       | Oui (71,85) | Article 76 de la Constitution                         |
| 2 juillet 2000     | Accord sur l’avenir de Mayotte                                                | Oui (50,47) | Préambule de la Constitution,                         |
| 6 juillet 2003     | Création de la collectivité unique de Corse                                   | Non (51,0)  | Article 72-1 alinéa 3 de la Constitution              |
| 7 décembre 2003    | Création de la collectivité unique de Guadeloupe                              | Non (72,98) | Article 73 de la Constitution                         |
| 7 décembre 2003    | Création de la collectivité unique de Martinique                              | Non (50,48) | Article 73 de la Constitution                         |
| 7 décembre 2003    | Création de la collectivité d'outre-mer de Saint-Barthélemy                   | Oui (95,51) | Article 72-4 de la Constitution                       |
| 7 décembre 2003    | Création de la collectivité d’outre-mer de Saint-Martin                       | Oui (76,17) | Article 72-4 de la Constitution                       |
| 29 mars 2009       | Création de la collectivité unique de Mayotte                                 | Oui (95,24) | Articles 72-4 et 73 de la Constitution                |
| 10 janvier 2010    | Création de la collectivité d’outre mer de Guyane                             | Non (70,22) | Article 72-4 de la Constitution                       |
| 10 janvier 2010    | Création de la collectivité d’outre mer de Martinique                         | Non (79,30) | Article 72-4 de la Constitution                       |
| 24 janvier 2010    | Création de la collectivité unique de Guyane                                  | Oui (57,49) | Article 73 de la Constitution                         |
| 24 janvier 2010    | Création de la collectivité unique de Martinique                              | Oui (68,32) | Article 73 de la Constitution                         |
| 7 avril 2013       | Création de la collectivité unique d’Alsace                                   | Non         | Article L4124-1 du CGCT                               |
| 26 juin 2016       | Projet d'aéroport du Grand Ouest                                              | Oui (55,17) | Articles L123-20 à L123-33 du Code de l'environnement |
| 4 novembre 2018    | Accession de la Nouvelle-Calédonie à la pleine souveraineté                   | Non (56,67) | Article 77 de la Constitution                         |
| 4 octobre 2020     | Accession de la Nouvelle-Calédonie à la pleine souveraineté                   | Non (53,26) | Article 77 de la Constitution                         |
| 12 décembre 2021   | Accession de la Nouvelle-Calédonie à la pleine souveraineté                   | Non(96,50)  | Article 77 de la Constitution                         |

## Échelon communal ou intercommunal
| Date               | Commune                   | Département             | Objet | Résultat                 | Participation | Procédure    |
| ------------------ | ------------------------- | ----------------------- | --- | ------------------------ | ------------- | ------------ |
| 19 mars 2006       | Saint-Rémy-de-Provence    | Bouches-du-Rhône        | Projet de construction d'une nouvelle école primaire                                                                                      | Non (75,1%)              | 50,2%         | Référendum   |
| 19 septembre 2010  | Villexavier               | Charente-Maritime       | Sortie du syndicat intercommunal à vocation scolaire                                                                                      | Oui (73,7%)              | 59%           | Référendum   |
| 30 mai 2011        | Strasbourg                | Bas-Rhin                | Limiter la vitesse des voitures à 30 km/h sur 70% des voiries de la ville                                                                 | Non (54,9%)              | 44,56%        | Consultation |
| 26 juin 2011       | Bihorel                   | Seine-Maritime          | Fusion avec la commune de Bois-Guillaume                                                                                                  | Non (66%)                | 44,7%         | Consultation |
| 26 juin 2011       | Bois-Guillaume            | Seine-Maritime          | Fusion avec la commune de Bihorel | Non (59%)                | 28,6%         | Consultation |
| 6 novembre 2011    | Nérac                     | Lot-et-Garonne          | Projet d'installation de sept caméras de surveillance                                                                                     | Non (58,76%)             | 30,84%        | Référendum   |
| 21 septembre 2012  | Fontanil-Cornillon        | Isère                   | Aménagement d'une zone piétonne | Oui (54,4%)              | 52%           | Référendum   |
| 7 avril 2013       | Saint-Loup-des-Bois       | Nièvre                  | Réhabilitation d'un presbytère en logements                                                                                               | Non (82,08%)             | 50,88%        | Consultation |
| 1er septembre 2013 | Plouagat                  | Côtes-d'Armor           | Réhabilitation de l’église | Oui (82%)                | 50,1%         | Référendum   |
| 12 octobre 2014    | Saint-Hilaire-de-Riez     | Vendée                  | Projet de centre de thalassothérapie | Oui (52,04%)             | 49,6%         | Consultation |
| 3 novembre 2014    | Les Plans                 | Gard                    | Projet éolien | Non (84,2%)              | 84%           | Référendum   |
| 19 décembre 2014   | Saulzoir                  | Nord                    | Projet éolien | Oui (73,0%)              | 32,9%         | Consultation |
| 18 janvier 2015    | Hiersac                   | Charente                | Transformation du relais de la Poste en agence postale communale ou en relais commerçant                                                  | Oui (75,74%)             | 43%           | Consultation |
| Février 2015       | Gauchin-Verloingt         | Pas-de-Calais           | Rénovation de l'Eglise | Oui (53,5%)              | 59,7%         | Référendum   |
| 22 février 2015    | Bayonvillers              | Somme                   | Projet de parc éolien | Non (73,68%)             | 51,5%         | Consultation |
| 15 juin 2015       | Lavelanet                 | Ariège                  | Installation d’une vidéo-surveillance | Oui (79,8%)              | 30,6%         | Consultation |
| 27 septembre 2015  | Beauvais                  | Oise                    | Armement de la police municipale | Non (66,9%)              | 18,6%         | Consultation |
| 4 novembre 2015    | Boulazac                  | Dordogne                | Fusion communale avec Atur et Saint-Laurent-sur-Manoire                                                                                   | Oui (85,8%)              | 18,8%         | Consultation |
| 4 novembre 2015    | Atur                      | Dordogne                | Fusion communale avec Boulazac et Saint-Laurent-sur-Manoire                                                                               | Oui (71,6%)              | 17,3%         | Consultation |
| 24 avril 2016      | Hayange                   | Moselle                 | Dépense de 4,8 millions d'euros pour la réhabilitation de la salle Le Molitor                                                             | Non (68,62%)             | 13,84%        | Consultation |
| 12 juin 2016       | Saint-Leu                 | La Réunion              | Ouverture d'une carrière | Non (81,1%)              | 21,8%         | Consultation |
| 16 octobre 2016    | Saint-Hilaire-de-Brethmas | Gard                    | Implantation d'un complexe immobilier et golfique                                                                                         | Non (60,02%)             | 47,8%         | Consultation |
| 27 novembre 2016   | Liévin                    | Pas-de-Calais           | Création d'une police municipale | Oui (62,48%)             | 18,13%        | Référendum   |
| 11 décembre 2016   | Château-d'Olonne          | Vendée                  | Fusion avec les communes d'Olonne-sur-Mer et Les Sables-d’Olonne                                                                          | Oui (68%)                | 46,64%        | Référendum   |
| 15 janvier 2017    | Lislet                    | Aisne                   | Densification du parc éolien | Non (64,44%)             | 44,39%        | Consultation |
| 29 janvier 2017    | La Houssaye-Béranger      | Seine-Maritime          | Projet de parc éolien | Oui (57,89%)             | 57,8%         | Référendum   |
| 26 mars 2017       | Ambilly                   | Haute-Savoie            | Augmentation d'impôt afin de financer un projet de petit enfance                                                                          | Non (66,25%)             | 12,2%         | Consultation |
| 2 avril 2017       | La Garnache               | Vendée                  | Achat d'un château médiéval classé monument historique                                                                                    | Non (65,6%)              | 46,33%        | Inconnue     |
| 14 octobre 2018    | Sauverny                  | Ain                     | Fusion avec les communes de Versonnex et Grilly                                                                                           | Oui (79%)                | 44%           | Consultation |
| 14 octobre 2018    | Grilly                    | Ain                     | Fusion avec les communes de Versonnex et Sauverny                                                                                         | Non (86%)                | 59%           | Consultation |
| 14 octobre 2018    | Versonnex                 | Ain                     | Fusion avec les communes de Grilly et Sauverny                                                                                            | Oui (68%)                | 33%           | Consultation |
| 1er juillet 2018   | Le Relecq-Kerhuon         | Finistère               | Achat de deux parcelles de terrain pour un montant de 1,5 million d’euros                                                                 | Oui (86,52%)             | 17,8%         | Consultation |
| 22 janvier 2019    | Aubigny-la-Ronce          | Côte-d'Or               | Projet éolien | Oui (52,7%)              | 60,8%         | Référendum   |
| 3 mars 2019        | Quimper                   | Finistère               | Construction de nouvelles halles sur la place Saint-François                                                                              | Non (62,97%)             | 22,3%         | Référendum   |
| 12 mai 2019        | Cesancey                  | Jura                    | Projet de parc éolien | Non (83,25%)             | 66,88%        | Consultation |
| 2 juin 2019        | Saint-Hostien             | Haute-Loire             | Projet de construction d'un crématorium                                                                                                   | Non (61,3%)              | 63,4%         | Inconnue     |
| 3-16 juin 2019     | Poissy                    | Yvelines                | Projet immobilier | Non (82%)                | 15,5%         | Consultation |
| 16 juin 2019       | Troarn                    | Calvados                | Maintien de la fusion avec Sannerville au sein de la commune nouvelle de Saline                                                           | Non (57,9%)              | 47,92%        | Consultation |
| 16 juin 2019       | Sannerville               | Calvados                | Maintien de la fusion avec Troarn au sein de la commune nouvelle de Saline                                                                | Non (70,4%)              | 47,92%        | Consultation |
| 23 juin 2019       | Les Sables-d'Olonne       | Vendée                  | Suppression d'une partie de la route littorale RD32 A dans le cadre du projet de renaturation du Puits-d'Enfer                            | Non (80,41%)             | 31,01%        | Consultation |
| 31 août 2019       | Correns                   | Var                     | Vente de l'auberge municipale | Oui (73,7%)              | 59,6%         | Consultation |
| 1er septembre 2019 | Bertrimont                | Seine-Maritime          | Projet de station de conversion électrique AQUIND                                                                                         | Non (83,1%)              | 58,71%        | Inconnue     |
| 20 septembre 2020  | Grignan                   | Drôme                   | Projet de parc photovoltaïque | Oui (50,7%)              | 43,25%        | Consultation |
| 11 octobre 2020    | Chapet                    | Yvelines                | Construction d'un déviation de la RD154                                                                                                   | Non (99,7%)              | Indéterminé   | Consultation |
| 11 octobre 2020    | Verneuil-sur-Seine        | Yvelines                | Construction d'un déviation de la RD154                                                                                                   | Non (81,7%)              | Indéterminé   | Consultation |
| 11 octobre 2020    | Vernouillet               | Yvelines                | Construction d'un déviation de la RD154                                                                                                   | Non (81,9%)              | Indéterminé   | Consultation |
| 25 octobre 2020    | Le Chaffaut-Saint-Jurson  | Alpes-de-Haute-Provence | Projet de centre éducatif fermé accueillant des mineurs en conflits avec la loi                                                           | Non (79,4%)              | 67,9%         | Référendum   |
| 8 novembre 2020    | Capavenir Vosges          | Vosges                  | Maintien de la fusion communale | Oui (80,5%)              | 56,9%         | Référendum   |
| 8 novembre 2020    | Forcalquier               | Alpes-de-Haute-Provence | Projet de nouveau supermarché | Non (51,03%)             | 41,6%         | Consultation |
| 30 novembre 2020   | Aurec-sur-Loire           | Haute-Loire             | Projet de nouveau supermarché | Oui (60,9%)              | 49,7%         | Consultation |
| 9 mai 2021         | Gresse-en-Vercors         | Isère                   | Installation de 9 enneigeurs sur une piste de la commune                                                                                  | Oui (62,8%)              | 81,4%         | Référendum   |
| 7 au 12 juin 2021  | Bourseville               | Somme                   | Installation d'éoliennes | Non (84,4%)              | 55,7%         | Consultation |
| 2 juillet 2021     | Saint-Meslin-du-Bosc      | Eure                    | Installation d'éoliennes | Non (87,1%)              | 23,2%         | Consultation |
| 11 juillet 2021    | Illkirch-Graffenstaden    | Bas-Rhin                | Création d'une Zone à Faibles Emissions (ZFE) au sein de l'Eurométropole de Strasbourg                                                    | Non (90,3%)              | 14,9%         | Consultation |
| 18 septembre 2021  | Poses                     | Eure                    | Extinction de l'éclairage public de 23h à 4h                                                                                              | Oui (75,1%)              | 21%           | Consultation |
| 10 octobre 2021    | Châteaubourg              | Ille-et-Vilaine         | Construction d'une voie de contournement                                                                                                  | Oui (78,5%)              | 24%           | Consultation |
| 29 octobre 2021    | Sainte-Brigitte           | Morbihan                | Mise en place d'une antenne 4G | Oui (65,3%)              | 97%           | Consultation |
| 19 novembre 2021   | Ceyrat (Boisséjour)       | Puy-de-Dôme             | Fin du son des cloches entre 22h et 7h | Non (73,9%)              | 45,3%         | Consultation |
| 28 novembre 2021   | Charleville-Mézière       | Ardennes                | Nouveau schéma de mobilités | Oui (56,4%)              | 15,6%         | Référendum   |
| 28 novembre 2021   | Le Kremlin-Bicêtre        | Val-de-Marne            | Nouvelle organisation du marché local | Oui (71,6%)              | 6,5%          | Référendum   |
| 28 novembre 2021   | Sainte-Foy-Lès-Lyon       | Rhône                   | Projet de téléphérique | Non (96,2%)              | 42,9%         | Consultation |
| 28 novembre 2021   | La Mulatière              | Rhône                   | Projet de téléphérique | Non (94,2%)              | 30%           | Consultation |
| 4 décembre 2021    | Saint-Pierre-Aigle        | Aisne                   | Projet éolien | Non (95,4%)              | 57,6%         | Consultation |
| 12 décembre 2021   | Yèvres                    | Eure-et-Loir            | Projet éolien | Non (90,3%)              | 47,9%         | Référendum   |
| 27 novembre 2022   | Le Kremlin-Bicêtre        | Val-de-Marne            | Limitation à 30 km/h de la vitesse sur les voiries communales                                                                             | Oui (66,6%)              | 4,42%         | Référendum   |
| 28 mai 2023        | Jaujac                    | Ardèche                 | Antenne de téléphonie mobile | Non (56,89%)             | 29,21%        | Consultation |
| 02 avril 2023      | Paris                     | Paris                   | Prorogation des trottinettes électriques sans station à Paris                                                                             | Non (89,03%)             | 7,46%         | Consultation |
| 15 octobre 2023    | Arcueil                   | Val de Marne            | Changement du régime de stationnement à Arcueil                                                                                           | Non (76,74%)             | 17,44%        | Consultation |
| 04 février 2024    | Paris                     | Paris                   | Tarification spéciale pour les SUV et les véhicules polluants                                                                             | Oui (54,55%)             | 5,68%         | Consultation |
| 23 mars 2025       | Paris                     | Paris                   | Végétalisation et piétonnisation de 500 nouvelles rues                                                                                    | Oui (65,96%)             | 4,06%         | Consultation |
| 17 mai 2025        | Brindas                   | Rhône                   | Choix de l'emplacement d'un équipement sportif d'ici 2035/2040 (http://www.brindas.fr/fr/actualite/233465/resultat-concertation-publique) | Parc des Sports (64.48%) | 9.03%         | Consultation |